# Гальперин, Владимир Михайлович
Владимир Михайлович Гальперин (1898, Севастополь — 1971, Ленинград) — советский архитектор и педагог, работавший в Ленинграде.

## Биография
Владимир Михайлович Гальперин родился в Севастополе. Окончил Институт гражданских инженеров в Ленинграде в 1925 году. С 1923 года работал в мастерской А. С. Никольского. Член Союза архитекторов СССР с 1933 года. Автор более 150 проектов жилых, общественных и промышленных зданий, лауреат ряда премий Всесоюзных архитектурных конкурсов.
Преподавал на инженерном факультете Ленинградского института инженеров коммунального строительства (1927—1936), заведовал отделом архитектуры Ленинградского облисполкома. В 1966 году возглавил кафедру конструкций и архитектуры Петрозаводского государственного университета.
Автор ряда статей об актуальных практических вопросах архитектуры, в том числе «Проектирование и строительство Ленинграда» («Архитектурная газета», 1938, № 53), «Малоэтажное жилищное строительство в Америке» («Архитектура Ленинграда», 1944, № 1—2) и др.

## Основные работы
- Проект Центрального телеграфа в Москве (1925, совместно с А. С. Никольским)
- 1-й механический хлебозавод в Ленинграде (1925, совместно с А. С. Никольским)
- Школа на Лесном проспекте в Ленинграде (1927—1928)
- «Круглые бани» в Лесном (совместно с А. С. Никольским и Н. Ф. Демковым, 1927—1930)
- Ушаковские бани «Гигант» (с А. С. Никольским и А. В. Крестиным, 1930)[2]
- Дом Советов в Иванове (1930—1932)
- Дом работников текстильной промышленности (с О. В. Бобровым, 1934—1937)
- Жилой дом по пр. КИМа, 26 (1937)
- Здание Ленморпроекта — ЦНИИ Морского Флота (1952)
- Павильон печати на ВДНХ СССР
- Здание основного корпуса Дзержинского химического техникума имени Красной Армии (г. Дзержинск, 1930г.)